# 草酸根配合物
草酸根配合物是含有草酸根（C2O42−）配體的配合物。草酸根是一种双齿配体。作为一种小的对称双阴离子，草酸根通常会形成MO2C2五元环。草酸根配合物中也可以有其它配体，例如 [Co(C2O4)(NH3)4]κ+。
- [Cr2(oxalate)5]4-
- 草酸铁钾（K
3[Fe(C
2O
4)
3] · 3H2O）
- 抗癌药物奥沙利铂
- [Zr(oxalate)4]4-

## 均配物
草酸根配合物中很多都只含草酸根，它们的通式为 [M(κ2-C2O4)3]n-，其中M = V(III)、Mn(III)、Cr(III)、Tc(IV)、Fe(III)、Ru(III)、Co(III)、Rh(III)和Ir(III)。这些阴离子有手性（D3对称性），有些对映异构体可以分离。一些金属也可以形成有四个草酸根的配合物 [M(κ2-C2O4)4]n-，其中 M = Nb(V)、Zr(IV)、Hf(IV)和Ta(V)。

## 双金属配合物
草酸根也可以作为一种桥接配体，形成含有 (κ2,κ'2-C2O4)M2核心的双核或多核配合物。双核草酸根配合物的通式为 [M2(C2O4)5]n-，其中 M = Fe(II)和Cr(III)。